# Dobriana Rabadžieva
Dobriana Rabadžieva (in bulgaro Добриана Рабаджиева?; Razlog, 14 giugno 1991) è una pallavolista bulgara, schiacciatrice del Praia Clube.

## Carriera

### Club
La carriera pallavolistica da professionista di Dobriana Rabadzhieva comincia nella stagione 2009-10 quando fa il suo esordio nel massimo campionato bulgaro, con la maglia del CSKA Sofia, con la quale si aggiudica anche lo scudetto. Nella stagione seguente approda nella Serie A1 italiana con la Spes Conegliano.
Nel campionato 2011-12 passa al Rabitə Baku, con la quale si aggiudica il campionato mondiale per club 2011 e vince due scudetti in altrettante stagioni. Nella stagione 2013-14 passa al Galatasaray, nella Voleybol 1. Ligi turca, mentre in quella successiva si trasferisce in Svizzera, ingaggiata dal Volero Zurigo, in Lega Nazionale A, con cui gioca per un triennio e conquista tre scudetti, tre coppe nazionali e la Supercoppa svizzera 2016.
Fa quindi ritorno al Galatasaray per il campionato 2017-18, mentre nel campionato seguente difende i colori del Guangdong nella Chinese Volleyball Super League; al termine degli impegni in Cina, si accasa al Fenerbahçe per la seconda parte dell'annata 2018-19. Ritorna tuttavia al club di Canton per la stagione 2019-20 e alla fine del campionato cinese si trasferisce nella Superliga Série A brasiliana concludendo l'annata con la maglia del Minas, con cui vince il campionato sudamericano per club. Nella stagione seguente torna in forza al Guangdong, prima di tornare in Brasile, questa volta col Bauru.
Inizia il campionato 2021-22 nuovamente in Turchia, dove difende i colori del Türk Hava Yolları fino a gennaio, quando si trasferisce al Roma Club, per disputare la seconda parte dell'annata di Serie A1: il rapporto col club capitolino si interrompe tuttavia dopo appena un paio di settimane. Il campionato seguente la vede nuovamente di scena in Cina, questa volta con lo Shandong; conclusi gli impegni con la formazione asiatica, nel gennaio 2023 viene ingaggiata dalla Dinamo-Ak Bars per la seconda parte dell'annata.
Nella stagione 2023-24 ritorna nella massima divisione brasiliana, questa volta per indossare la casacca del Praia Clube.

### Nazionale
Nel 2010 esordisce nella nazionale bulgara, vincendo la medaglia d'argento alla European League, ripetendosi nel 2012, e quella di bronzo all'European League 2011, bissata nel 2013.

## Palmarès

### Club
- Campionato bulgaro: 1

2009-10
- Campionato azero: 2

2011-12, 2012-13
- Campionato svizzero: 3

2014-15, 2015-16, 2016-17
- Coppa di Svizzera: 3

2014-15, 2015-16, 2016-17
- Supercoppa svizzera: 1

2016
- Campionato mondiale per club: 1

2011
- Campionato sudamericano per club: 1

2020

### Nazionale
- European League 2010
- European League 2011
- European League 2012
- European League 2013

### Premi individuali
- 2012 - European League: Miglior servizio
- 2020 - Campionato sudamericano per club: Miglior schiacciatrice